# Ogea Levu
Ogea Levu is een eiland van de Zuidelijke Lau-eilanden in Fiji, 10 km ten oosten van Fulaga. Het heeft een oppervlakte van 13,3 km² en het hoogste punt meet 82 meter.